# Арчевија
Арчевија (итал. Arcevia) насеље је у Италији у округу Анкона, региону Марке.
Према процени из 2011. у насељу је живело 1406 становника. Насеље се налази на надморској висини од 416 м.

## Становништво
Према резултатима пописа становништва 2011. у општини је живело 4.914 становника.
| 1931.  | 1936.  | 1951.  | 1961. | 1971. | 1981. | 1991. | 2001. | 2011. |
| ------ | ------ | ------ | ----- | ----- | ----- | ----- | ----- | ----- |
| 12.133 | 12.478 | 12.624 | 9.828 | 7.005 | 6.370 | 5.830 | 5.300 | 4.914 |

## Партнерски градови
- Општина Рибница